# 朱利亚诺瓦
朱利亚诺瓦（義大利語：Giulianova），是意大利泰拉莫省的一个市镇。总面积27.33平方公里，人口23505人，人口密度860.0人/平方公里（2009年）。ISTAT代码为067025。